# Nonochamus biplagiatus
Nonochamus biplagiatus là một loài bọ cánh cứng trong họ Cerambycidae.